# Verwaltungsgemeinschaft Südliche Altmark
In de voormalige Verwaltungsgemeinschaft Südliche Altmark gelegen in het district Altmarkkreis Salzwedel, werkten 18 gemeenten gezamenlijk aan de afwikkeling van hun gemeentelijke taken. Ze bleven juridisch echter onafhankelijk. Het zijn dus geen deelgemeenten naar de Nederlandse of Belgische betekenis van de term deelgemeente.

## Geschiedenis
De Verwaltungsgemeinschaft Südliche Altmark ontstond op 1 januari 2005 door de fusie van de Verwaltungsgemeinschaft Gardelegen-Land (16 gemeenten) en de Verwaltungsgemeinschaft Mieste (10 gemeenten).
Op 1 juli 2009 werden de gemeenten Algenstedt en Schenkenhorst door de stad Gardelegen geannexeerd en verlieten daarmee de Verwaltungsgemeinschaft. Op 1 januari 2010 werden de gemeenten Jeseritz, Potzehne, Roxförde, Wannefeld, Wiepke en Zichtau eveneens door de stad Gardelegen geannexeerd. De resterende gemeenten Breitenfeld, Dannefeld, Estedt, Hottendorf, Jävenitz, Jeggau, Jerchel, Kassieck, Köckte, Letzlingen, Lindstedt, Mieste, Miesterhorst, Peckfitz, Sachau, Seethen, Sichau en Solpke werden op 1 januari 2011 eveneens door Gardelegen geannexeerd. De Verwaltungsgemeinschaft hield daarmee op te bestaan.